# Neotamias solivagus
Neotamias solivagus — це вид бурундука, що мешкає в гірському масиві Гран-Сьєрра-Плегада в Східній Сьєрра-Мадре, в центральній частині східної Коауїли та західного Нуево-Леона, на півночі Мексики. Раніше його вважали підвидом Neotamias bulleri та Neotamias durangae. Ці два види зустрічаються в Західній Сьєрра-Мадре, тоді як цей вид є рідним для Східної Сьєрра-Мадре.